# بالگردگاه کلمبیا
بالگردگاه کلمبیا (به انگلیسی: Columbia Helicopters Heliport) یک فرودگاه خصوصی است. این فرودگاه در شهر ارورا، اورگن کشور ایالات متحده آمریکا قرار دارد و در ارتفاع ۵۹ متری از سطح دریا واقع شده‌است.